# Территориальный спор между Донецкой губернией и Юго-Восточной областью

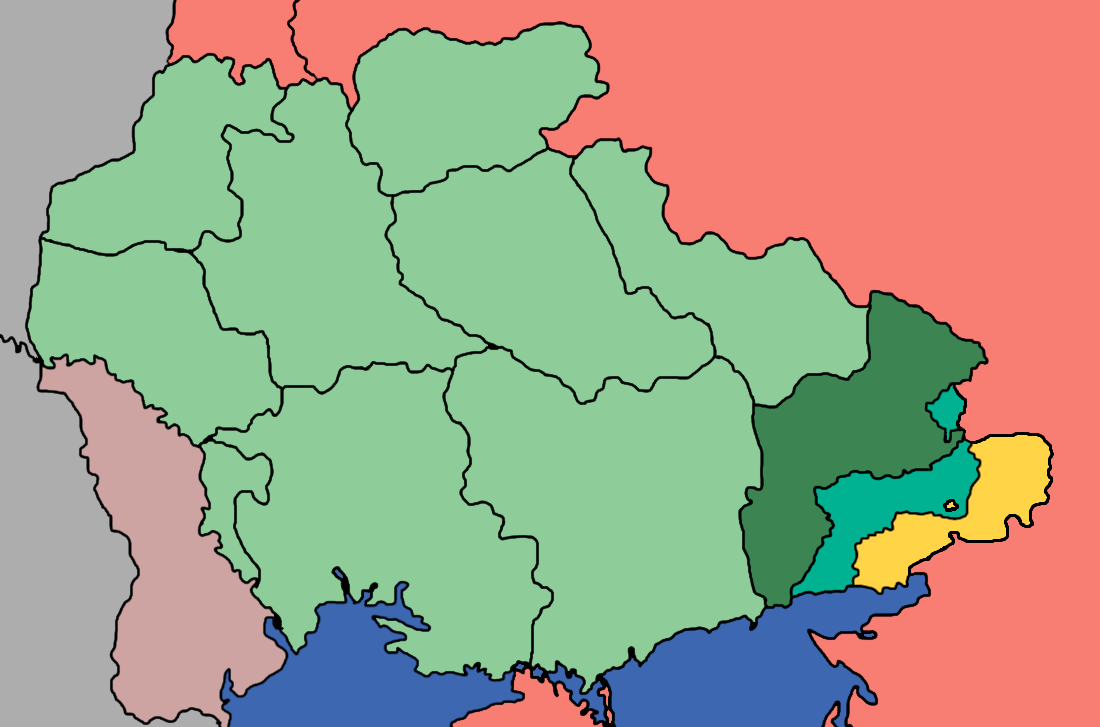
Украинская ССР в 1925 году: голубой — территории, присоединённые к УССР, жёлтый — к РСФСР

Территориальный спор между Донецкой губернией и Юго-Восточной областью — территориальный спор между Донецкой губернией УССР и Юго-Восточным краем РСФСР, который длился с 1920 года по 1925 год.

## История
15 марта 1920 года Иосиф Сталин подписывает Постановление Совета Укртрударма об образовании Донецкой губернии из частей Харьковской, Екатеринославской губерний и Области Войска Донского.
Сразу же после подписания постановления началась неразбериха на местах так как Донской СНК не признавал решения Москвы и заявил, что границы Донской области остаются прежними, а Луганск требовал от Таганрога чтобы он подчинился постановлению СНК. 24 апреля 1920 года Окружная партийная конференция КПБ Таганрогского округа отправила телеграмму Калинину в которой сообщала что часть округа уже занята Донецкой губернией без ведома окрг-ревкома, и Луганск угрожает представителям Таганрога в случае неподчинения арестом.
Однако из Москвы в Ростов-на-Дону, Луганск и Таганрог с 28 апреля по 6 мая 1920 года пошли телеграммы о том, что Постановлением Совнаркома от 23 марта сего года Таганрогский округ присоединен к Донецкой губернии, что всякое противодействие этому постановлению недопустимо и что Таганрогскому округу предписано исполнять распоряжения Луганского губисполкома. Ему указывалось немедленно уладить и не допускать конфликтов. Так Таганрогский округ оказался в составе УССР.
В июне 1923 года президиум Донецкого губисполкома на ходатайство Донобласти по поводу включения в состав Юго-Востока Шахтинского и Таганрогского округов Донецкой губернии постановил: признать неосновательным мнение Донобласти о Таганроге как о портовом городе, имеющем особое значение для Донобласти; указать важность значения Таганрога для Донецкой губернии как снабжающего рабочие массы Донбасса продуктами рыбной и металлургической промышленности; подчеркнуть необходимость укрепления политики в смысле связи крестьянского и казачьего населения с рабочими Донобласти; что же касается отделения Шахтинского округа, то признать необходимым подтвердить точку зрения… о нецелесообразности распыления Донбасса.